# Laura Chiesa
Laura Chiesa, född den 5 augusti 1971 i Turin, Italien, är en italiensk fäktare som tog OS-silver i damernas lagtävling i värja i samband med de olympiska fäktningstävlingarna 1996 i Atlanta.